# Гинштет
Гинштет (њем. Günstedt) општина је у њемачкој савезној држави Тирингија. Једно је од 55 општинских средишта округа Земерда. Према процјени из 2010. у општини је живјело 807 становника. Посједује регионалну шифру (AGS) 16068022.

## Географски и демографски подаци
Гинштет се налази у савезној држави Тирингија у округу Земерда. Општина се налази на надморској висини од 133 метра. Површина општине износи 12,6 km². У самом мјесту је, према процјени из 2010. године, живјело 807 становника. Просјечна густина становништва износи 64 становника/km².